# دزموند پایپر
دزموند پایپر (انگلیسی: Desmond Piper؛ زادهٔ ۱۱ اکتبر ۱۹۴۱) بازیکن هاکی روی چمن اهل استرالیا است.